# Fritz Herbert Alma
Fritz Herbert Alma (* 30. Juni 1902 in Wien; † 6. Dezember 1981 in Princeton, New Jersey) war ein österreichischer Paläontologe.

## Leben
Alma wurde 1924 an der Universität Wien bei Karl Diener und Eduard Suess mit einer Arbeit zur Fauna des Wettersteinkalkes (alpiner Mitteltrias) zum Dr. phil. promoviert. Er arbeitete in Washington, D.C. in der Industrie. 1939 emigrierte er endgültig in die Vereinigten Staaten. Er trat dort zumeist als Herbert F. Alma auf.

## Veröffentlichungen
- Eine Fauna des Wettersteinkalkes bei Innsbruck. In: Annalen des Naturhistorischen Museums in Wien. Band 40, 1926, S. 111–129 (zobodat.at [PDF]; Dissertation).